# كالوم تايلور
كالوم تايلور (26 يونيو 1997 بنورتش في المملكة المتحدة - ) (بالإنجليزية: Callum Taylor)‏ هو لاعب كريكت بريطاني. لعب مع نادي مقاطعة ساسكس للكريكت ‏.

## وصلات خارجية
- كالوم تايلور على موقع إي آس بي آن كريك إنفو (الإنجليزية)